# Vinyacs
Vinyacs és un indret del terme municipal de la Pobla de Segur, al Pallars Jussà.
Està situat al nord-est de la vila de la Pobla de Segur, en el coster de l'esquerra del barranc de Vallcarca, al nord de la Casa de Generosa i del Càmping Collegats.